# Opan Sat
Opan Sat (né le 13 juin 1987 en RSSA de Touva) est un lutteur libre russe.

## Palmarès

### Championnats d'Europe
- Médaille d'or en catégorie des moins de 60 kg en 2013 à Tbilissi
- Médaille d'or en catégorie des moins de 60 kg en 2011 à Dortmund
- Médaille d'or en catégorie des moins de 60 kg en 2010 à Bakou